# Gideon Joubert
Gideon Joubert (4 septembre 1923 - 27 octobre 2010) est un écrivain et journaliste sud-africain (pour Die Burger) connu pour ses opinions sur le Dessein intelligent, notamment présentes dans son livre Die Groot Gedagte qui fut son plus grand succès.

## Biographie
Joubert est né et a grandi dans la ferme viticole de ses parents près de Stellenbosch. Il fréquente l’école Paul Roos Gymnasium de Stellenbosch. Il a étudié l’afrikaans, le néerlandais, l’anglais et la psychologie à l’Université de Stellenbosch. Durant sa deuxième année, il interrompt ses études pour travailler comme matelot sur un voilier. Après un an, il reprend ses études et obtient un BA à l’Université de Stellenbosch. Gideon Joubert travaille ensuite comme journaliste pour Die Burger. À partir de 1951, il sert comme officier dans la marine sud-africaine, où il joue un rôle majeur (avec de nombreux autres) pour aider à la rendre plus bilingue. Il fut l’un des fondateurs de l'école navale de Saldanha Bay, dont il devint plus tard le commandant. Il fonde et préside le Fleet Language Board. Il est aussi le fondateur et président de la première école de plongée d’Afrique du Sud, il est le premier homme-grenouille d’Afrique du Sud. Après seize ans de service, il prend sa retraite avec le grade de commandant, mais il a recommencé à travailler pour Die Burger jusqu’à sa deuxième et dernière retraite.
Joubert était très impliqué dans les questions culturelles et linguistiques. Il a été membre du conseil d’administration de Vriende van Afrikaans, du Helderbergse Kultuurraad et d’autres organisations. Gideon Joubert était marié, avait quatre fils et vivait à Heldervue, dans Somerset West. Il faisait autorité dans les milieux viticoles et y décernait des récompenses. Gideon a fondé l’un des cercles viticoles le plus ancien et le mieux établi d’Afrique du Sud, le Heerengracht Wynkring.
Il a écrit un livre, Die Groot Gedagte, qui traite de la façon supposée dont le cosmos aurait vu le jour. La couverture du livre comporte une photo de la M16 (également connue sous le nom de Nébuleuse de l’Aigle). Le livre raconte principalement la manière dont Dieu aurait planifié l’univers et combien il est irréaliste de supposer que l’univers aurait été créé par hasard. Contrairement à d’autres ouvrages de non-fiction chrétienne sur la cosmologie et la cosmogonie, Die Groot Gedagte ne réfute pas la théorie du Big Bang, mais suggère plutôt que le Big Bang fût le résultat d’une plus grande Intelligence qui aurait planifié tout l’univers. Le livre reçoit des critiques positives, bien que certains ont critiqué le livre pour son mélange entre la théorie du dessein intelligent et la théorie de l’évolution.

## Publications
- Spioenduiker Frans Alberts.
- Die Groot Gedagte, Tafelberg, 1997.